# ميل مي-14
ميل مي-14 (بالروسية:Миль Ми-14) هي مروحية سوفيتية مضادة للغواصات تطُورت من ميل مي-8.

## مشغلو المروحية

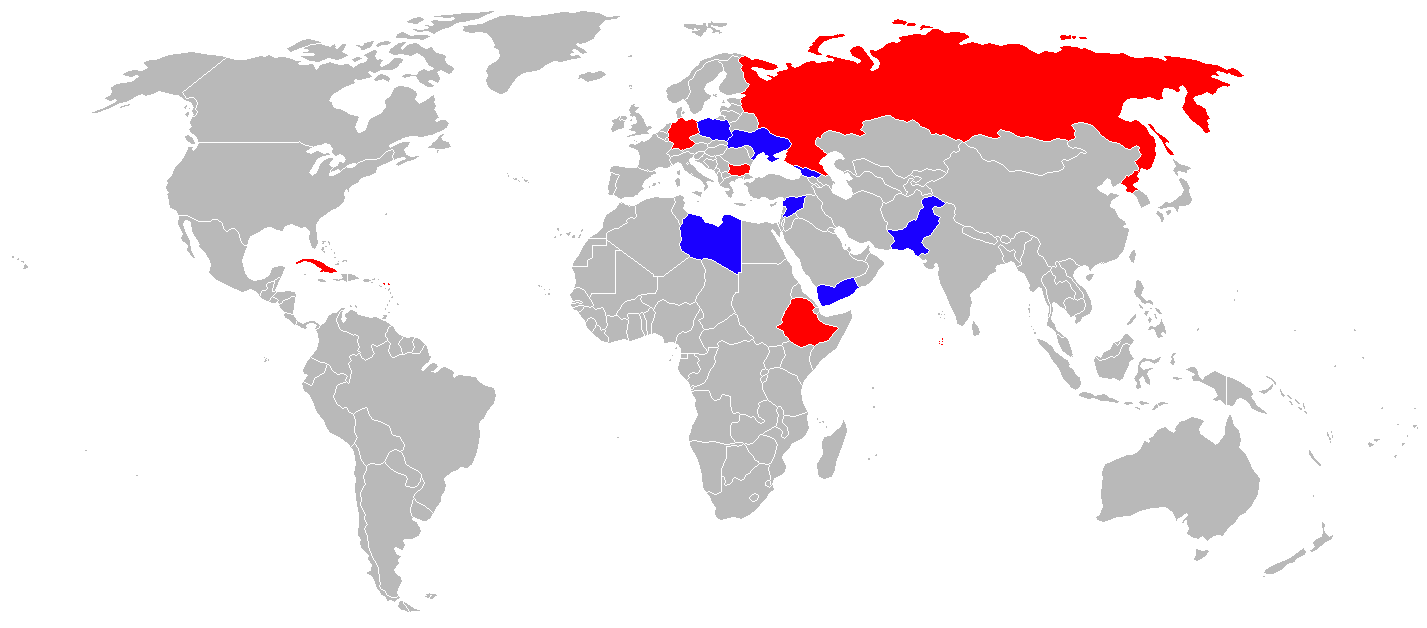
مشغلو مي-14

في 1991م، سُلمت حوالي 230، بصادرات إلى حلفاء السوفيت بما فيها بلغاريا وكوبا وألمانيا الشرقية وكوريا الشمالية وليبيا وبولندا وسوريا ويوغوسلافيا.

### المشغلون الحاليون
بلغاريا
- البحرية البلغارية (7)

 كوبا
- قوات كوبا الجوية (4)

 إثيوبيا
- القوات الجوية الإثيوبية (2)

 جورجيا
- القوات الجوية الجورجية (2)

 ليبيا
- القوات الجوية الليبية (12)
- القوات الجوية الليبية الحرة

 كوريا الشمالية
- القوات الجوية لكوريا الشمالية (10)

 بولندا
- البحرية البولندية (17)

 رومانيا
- البحرية الرومانية

 روسيا
- القوات البحرية الروسية (9)

 سوريا
- القوات البحرية السورية (11)

 أوكرانيا
- القوات البحرية الأوكرانية (5)

### مشغلون سابقون
ألمانيا الشرقية
- القوات البحرية الشعبية

 ألمانيا
- البحرية الألمانية

 الاتحاد السوفيتي
- القوات البحرية السوفيتية
- القوات الجوية السوفيتية

 يوغوسلافيا
- القوات الجوية اليوغوسلافية - 4

 ليبيا

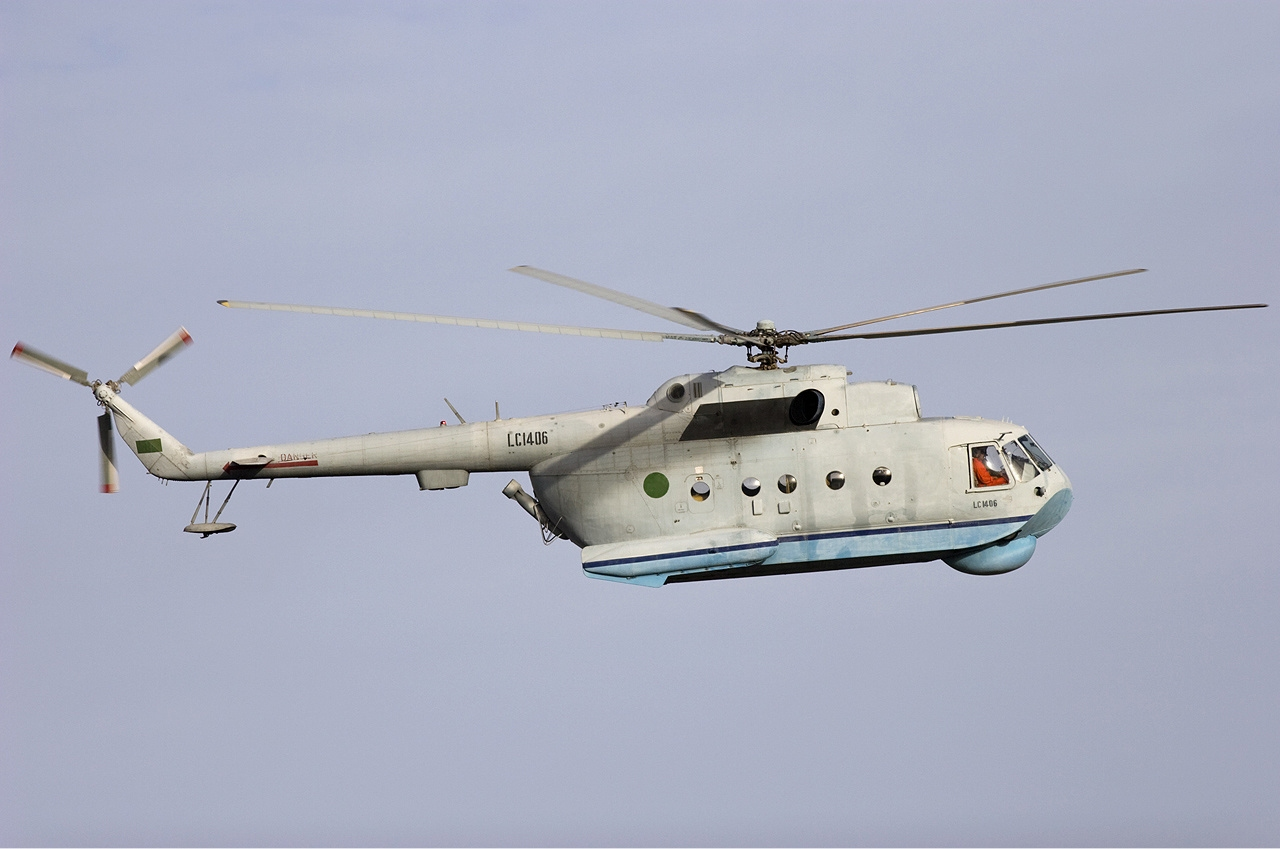
مروحية ميل مي 14 ، كانت تستعمل من قبل القوات الجوية الشعبية الليبية عام 2007م.

- القوات الجوية الجماهيرية العربية الليبية